# 咸安坊
咸安坊是武汉市的一处近代里份，靠近胜利街、南京路，当时属于汉口英租界。现在咸安坊附近的道路有江汉路、花楼街、沿江大道和中山大道等等。它最初是监利棉商黄少山携家来汉做地产生意时投资兴建的，模仿了上海石库门的风格。船王卢作孚、药业大王陈太乙、汉剧演员陈伯华等名人都曾在此居住。1993年，咸安坊被列入武汉市优秀历史建筑，是其中唯一受到“一级保护”的里份式建筑。

## 历史
1915年春，34岁的监利棉商黄少山来到汉口英租界。他在汉口商业繁华区附近买下一块地，决心修建高档住宅。于是，兴汉昌营造厂等四家营造厂完成了这项工程。第一栋样板房有三层，建筑面积255.5平方米，装上了天井、彩色玻璃门、磨石地板。之后又兴建了多栋住宅，受到了周围的买办商人和华人白领的青睐。咸安坊15号成为黄少山自己的住所。1920年，地皮大王刘歆生在附近修筑了柏油路，商业活动逐渐频繁。之后附近又修建了同仁里、德永里、启昌里，这些里份联成了一整片住宅区。
1937年抗日战争打响后，卢作孚曾住在咸安坊。他在汉指挥长江航运，并组织了工业物资的撤退。中华人民共和国成立后，咸安坊的住宅交公，统一分配。1963年坊内住进200多户人家，房屋进行了改造，不少原有格局因此被毁。经过近百年的历程，咸安坊的一些建筑损毁严重，墙面剥落、木质台阶腐朽等问题普遍存在。2012年，政府对咸安坊进行改造，一些外围建筑被拆除。

## 建筑
咸安坊大体呈四边形，为胜利街、鄱阳街、南京路、北京路所包围，总面积约4.5公顷，内有64栋房屋。入口处为中式月亮门。其主巷为Y字形结构，路宽6米，将整个建筑群分为3块。内部还有疏密有致的次巷。坊内的一些住宅突破了中国的传统建筑模式，锐角户型平面、临街山墙处开门等处理手法都得到了运用。咸安坊的住宅主要是“两间式”（73%）、“三间式”（12.5%）以及一些变异型式，并根据地形、规划和市场需求有所变化。作为近代高等里份式住宅，咸安坊的设计体现了当时的要求，即“钢窗蜡板”。几乎每家均装设带花纹的金属窗，地板则采用洋松企口板，最初都是上蜡的。大部分房间采光良好，有着丰富的装饰，细节处理精细。这些建筑均为砖木结构，外墙采用清水红砖，厚约4米，有着良好的隔热、隔音功能。